# Zitze

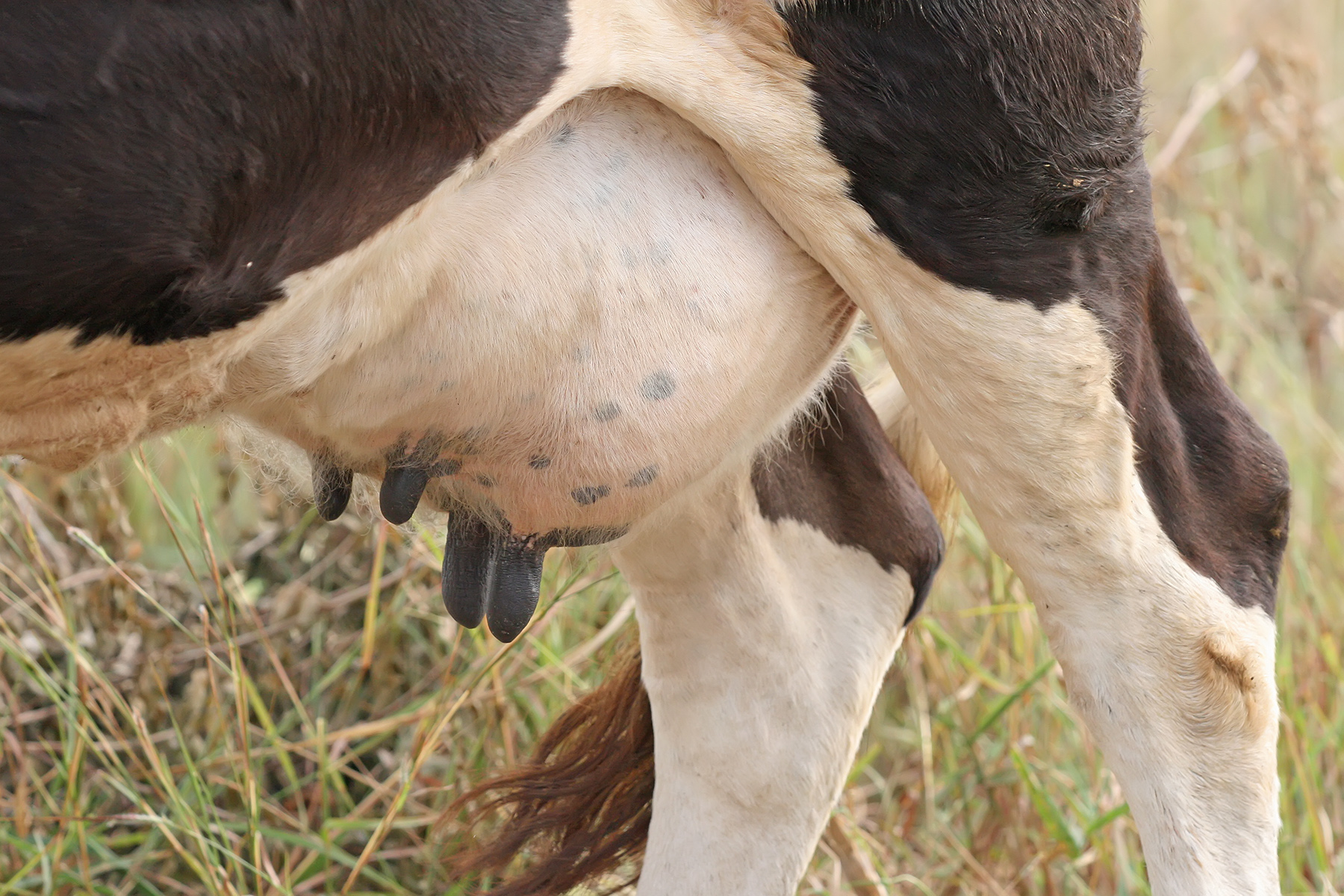
Kuheuter mit zwei Zitzenpaaren

Eine Zitze, lateinisch mamma (Mehrzahl mammae), ist bei den höheren Säugetieren die erhabene Mündung eines Milchdrüsenkomplexes. Bei den brustständigen Zitzen der Primaten einschließlich des Menschen spricht man aufgrund ihrer Lage und Ausbildung von Brustwarzen.

## Aufbau

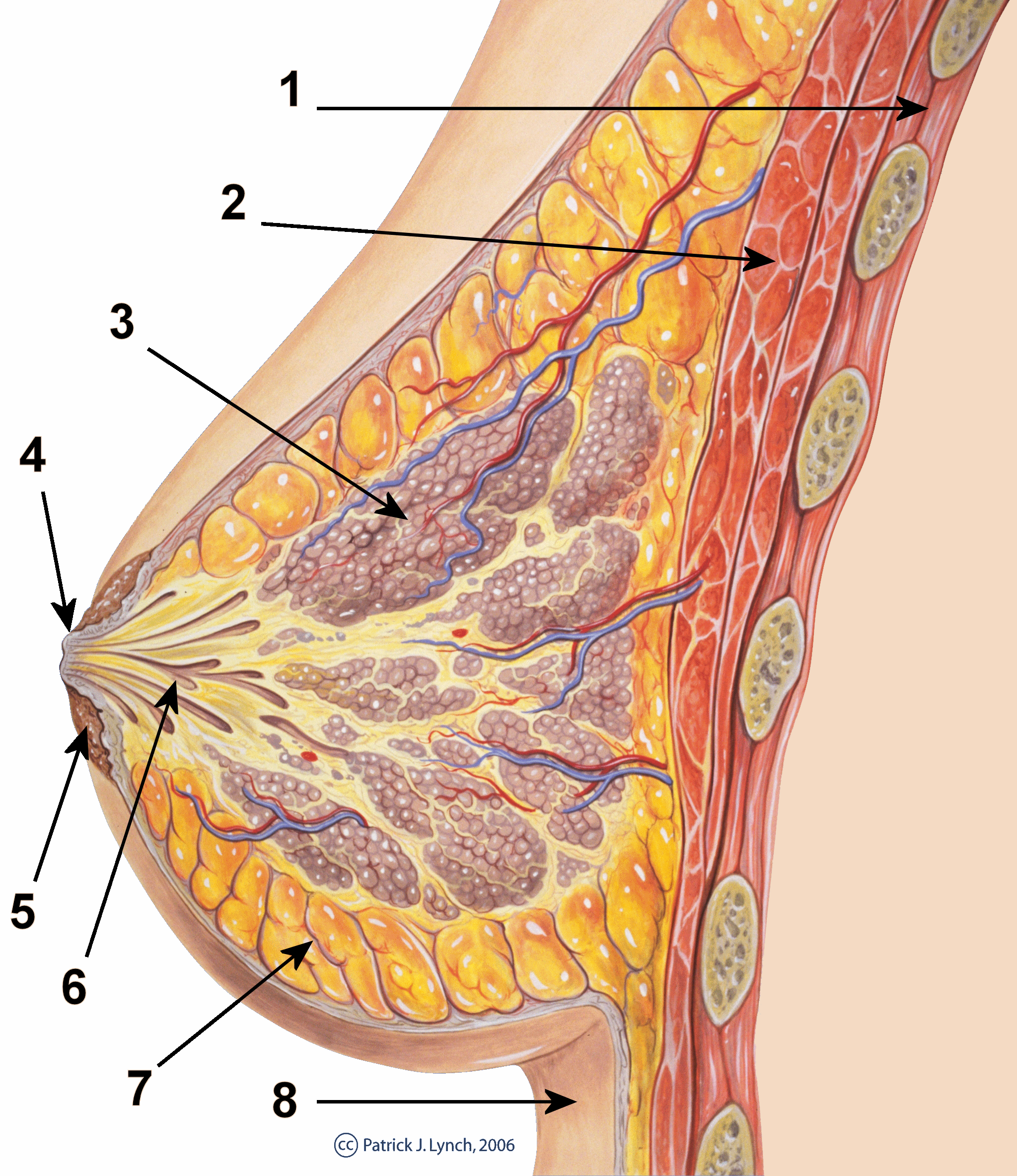
Anatomie einer menschlichen Brust (Sagittalebene); stellvertretend für alle Mammalia:1 Thoraxwand mit Skelettmuskulatur und Rippen; 2 Brustmuskulatur (Musculus pectoralis major); 3 Drüsenlobuli; 4 Brustwarze; 5 Warzenhof; 6 Milchgang; 7 Fettgewebe; 8 Haut

Eine Zitze ist in der Regel zylindrisch und langgezogen. Sie besteht aus einem Hohlraum (Zisterne), in den die Ausführgänge mehrerer Milchdrüsen gemeinsam ausmünden, sowie einem oder mehrere Zitzengängen, die in die Zitzenöffnungen (Ostia papillaria) münden. Umhüllt ist die Zitze von Hautgewebe, das sowohl die Zisterne als auch den Zitzengang als Duplikatur ausbildet.
Die Brustwarzen der Primaten stellen keine echten Zitzen dar. Bei ihnen münden die Ausführgänge direkt in eine Erhöhung der Haut, die als „Nippel“ bezeichnet wird.

## Lage und Anzahl
Die Zitzen der Säugetiere sind paarig angelegt und können sich bezüglich ihrer Lage bei den unterschiedlichen Tiergruppen stark unterscheiden.
In der Regel liegen sie paarweise entlang einer bauchseitigen, paarigen Milchleiste, die vom Brustkorb bis zur Leistenregion reicht. Diese Form der Lokalisation wird als thorako-inguinal bezeichnet und ist zum Beispiel bei den meisten Säugetieren wie etwa den Nagetieren, den Insektenfressern, den meisten Raubtieren und einigen Huftieren wie etwa den Schweinen vorhanden. Bei einigen Säugergruppen wie bei den Primaten, Bären, Seekühen oder auch den Elefanten sind die Zitzen auf den Brustkorb beschränkt (Brustdrüsen), man spricht von einer thorakalen Lokalisation. Insbesondere bei Wiederkäuern und Pferden konzentrieren sich die Zitzen auf die Leistengegend (inguinale Lokalisation) und bilden hier ein Euter.
Die Anzahl der Zitzen ist bei Säugetieren an die durchschnittliche Wurfgröße angepasst. Als grobe Faustregel gilt dabei, dass die Zitzenzahl der doppelten durchschnittlichen Zahl der Jungtiere entspricht.

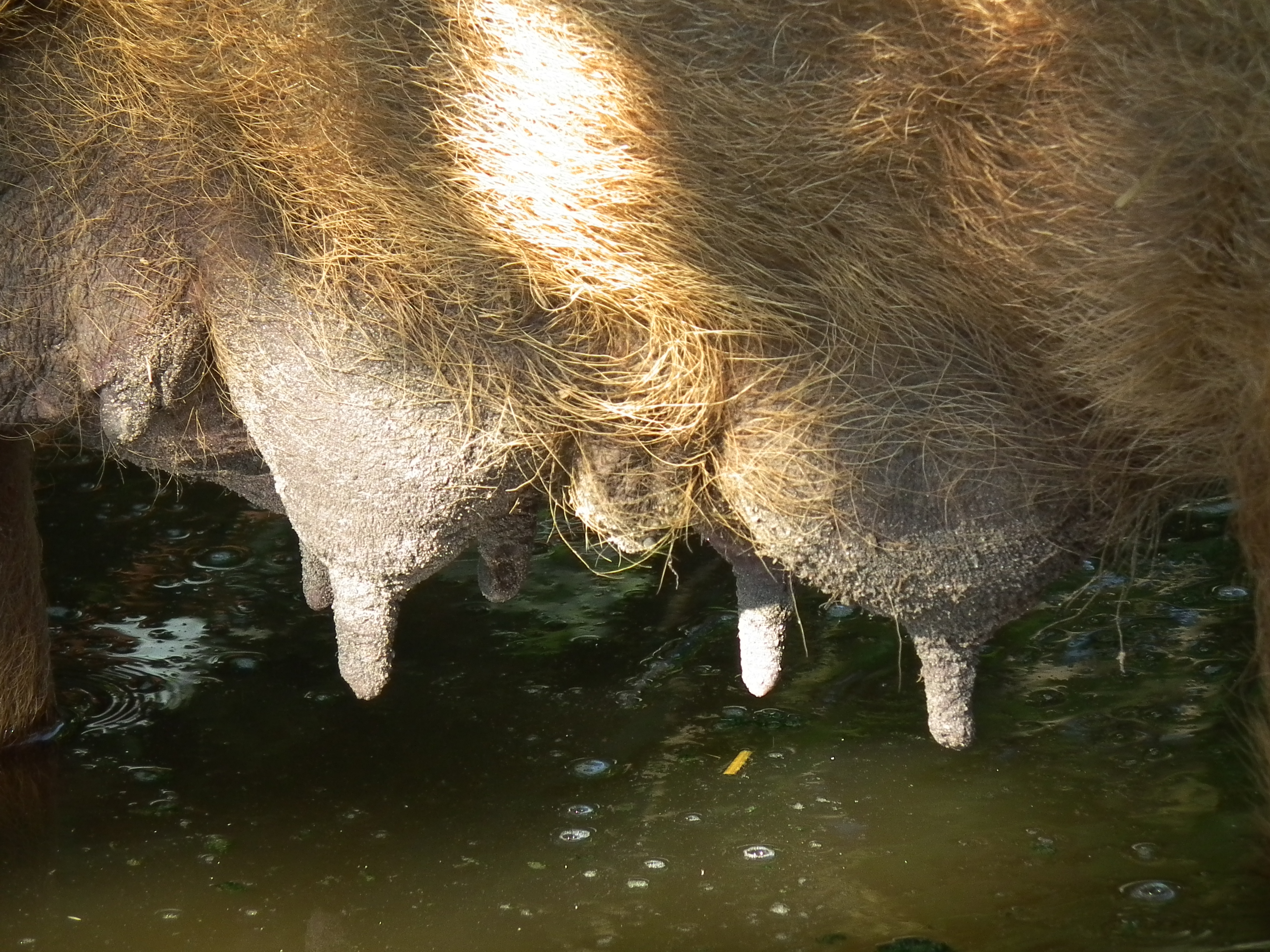
Sandige Milchdrüsen eines Wollschweins
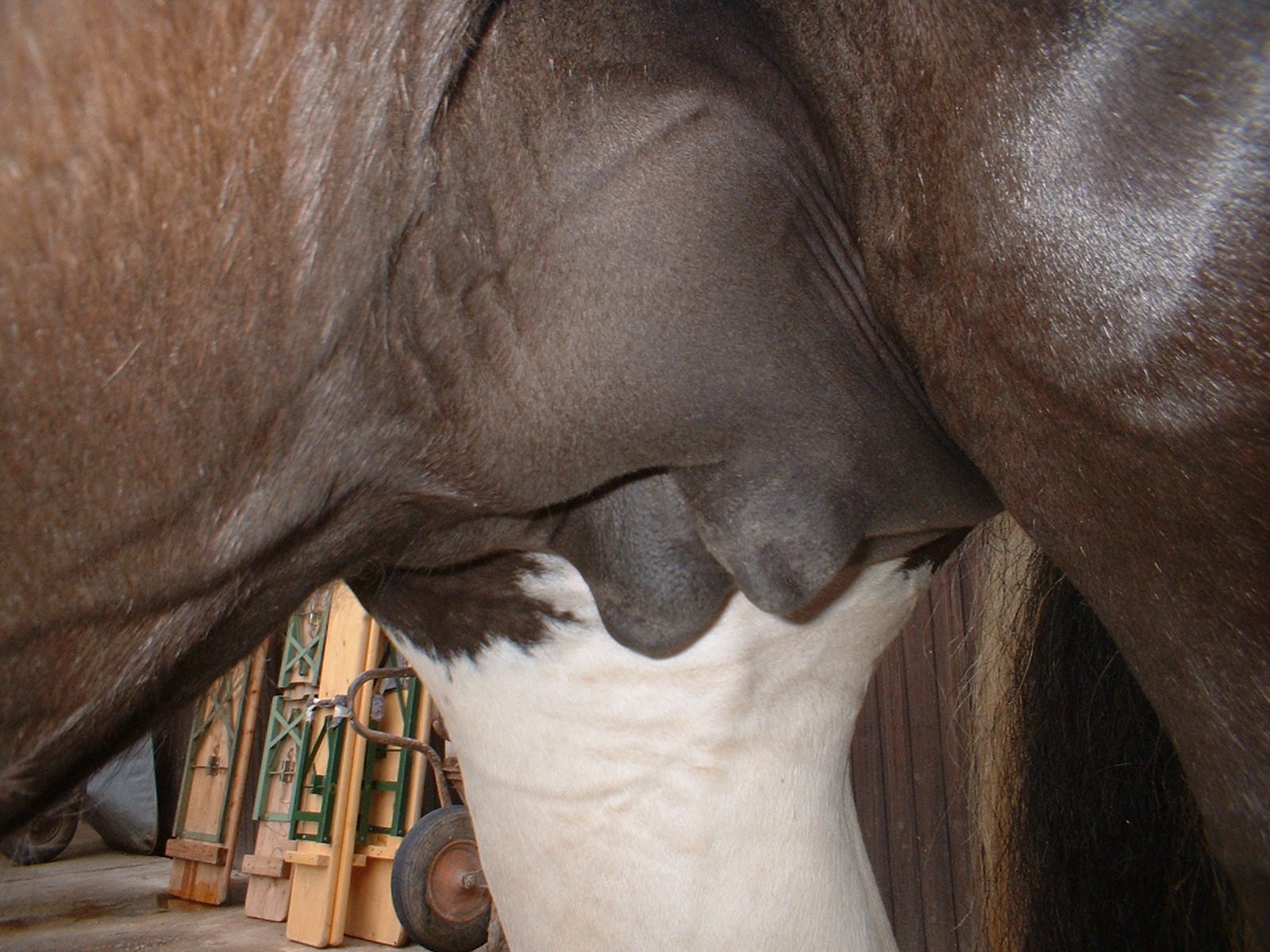
Euter einer Stute (Pferd)

## Zitzenformel
Die Anzahl der Zitzen und die Verteilung der Zitzen auf pectorale und inguinale Zitzenpaare lässt sich durch die sogenannte Zitzenformel beschreiben. Neben der unten aufgeführten Schreibweise wird in der Literatur auch 2-2=8 oder 2+2=8 verwendet.
- Beispiele:
  - 0 / 2 = 4  – es sind keine pectoralen und zwei inguinale Zitzenpaare, also 4 Zitzen vorhanden.
  - 1 / 1 = 4  – es ist ein pectorales und ein inguinales Zitzenpaar, also 4 Zitzen vorhanden.
  - 2 / 0 = 4  – es sind zwei pectorale und keine inguinalen Zitzenpaare, also 4 Zitzen vorhanden.
  - 3 / 2 = 10  – es sind drei pectorale und zwei inguinale Zitzenpaare, also 10 Zitzen vorhanden.

## Funktion

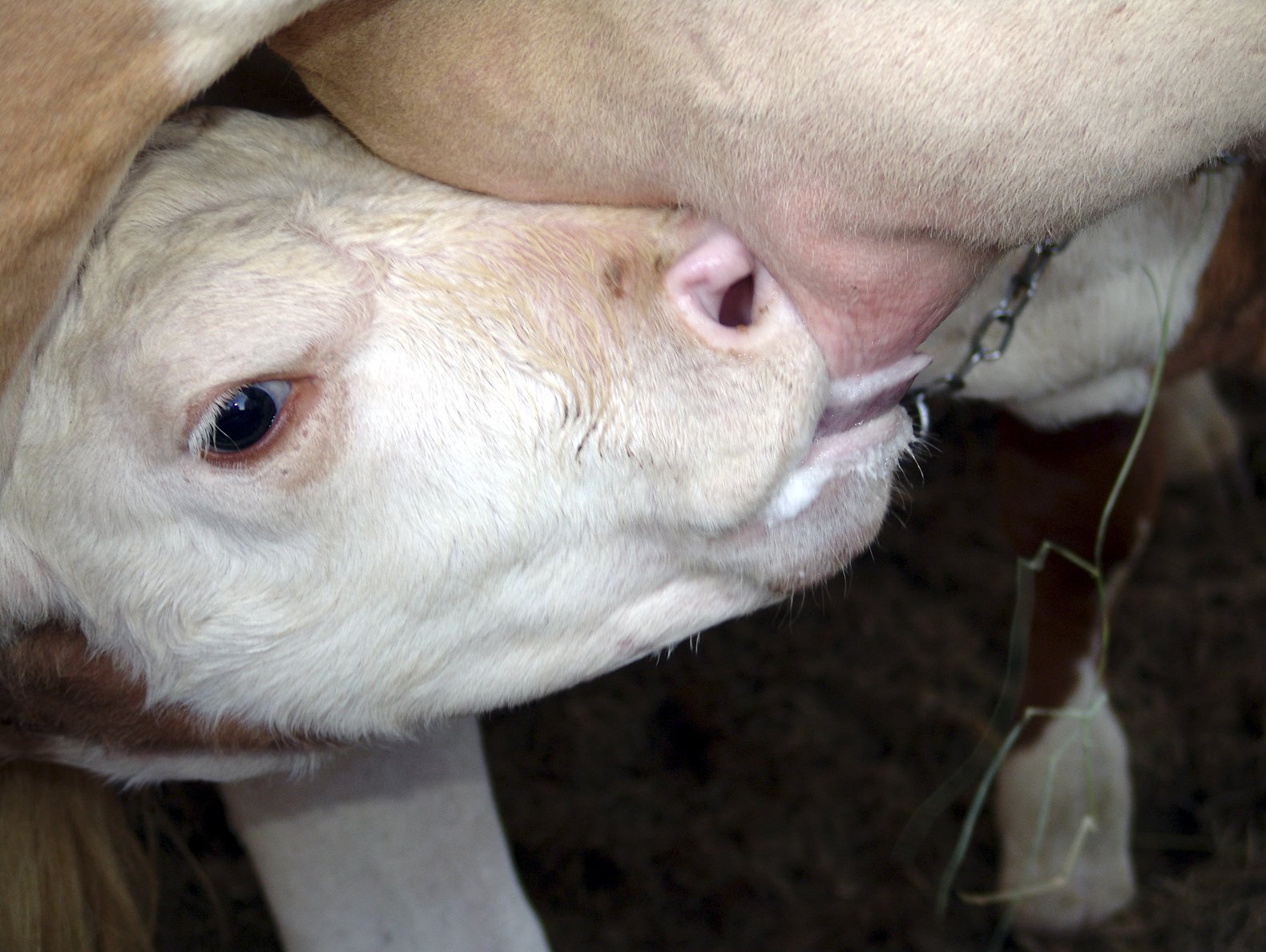
Säugendes Kalb an einem Kuheuter

Die Zitzen dienen bei allen Säugern der effizienten Nahrungsversorgung des Nachwuchses. Anders als bei den Kloakentieren, bei denen der Milchaustritt durch ein Milchfeld im Fell stattfindet und die Jungtiere die austretende Milch auflecken müssen, bieten die Zitzen den Jungtieren eine direkte Saugstelle an, die sie in den Mund nehmen können und aus der sie bei Bedarf Milch saugen können.

## Erkrankungen
Entzündungen der Zitze nennt man Thelitis. Sie entstehen durch traumatische, chemische, thermische, allergische oder infektiöse (MKS, Pocken) Ursachen. Eine Zitzenblutung (Thelorrhagie) tritt vor allem nach einem Trauma auf. Die fehlende Ausbildung einer Zitze wird als Athelie bezeichnet.

## Belege
1. 1 2  Gerhard Storch: Mammalia, Säugetiere. In: W. Westheide, R. Rieger: Spezielle Zoologie. Teil 2. Wirbel- oder Schädeltiere. Spektrum Akademischer Verlag, München 2004; S. 446–447, ISBN 3-8274-0307-3.
2. ↑  Jochen Niethammer: Die Zahl der Mammae bei Pitymys und bei den Microtinen. In: Bonn zoological Bulletin (BzB) Volume 23, März 1972. S. 51 (Online; PDF; 3,8 MB).
3. ↑  Fritz Dieterlen: Zur Kenntnis von Delanymys brooksi Hayman 1962 (Petromyscinae; Cricetidae; Rodentia). In: Bonn zoological Bulletin (BzB) Heft 4, 20/1969, S. 389. (Online; PDF; 3,8 MB).